# Secret Agent (filme)
Secret Agent é um filme britânico de 1936 dirigido por Alfred Hitchcock, baseado em dois contos de O Agente Britânico de W. Somerset Maugham.

## Enredo
Durante a Primeira Guerra Mundial, um soldado britânico descobre que uma agência do governo forjou sua morte e trocou sua identidade. Agora ele será enviado para uma operação especial: viajar até a Suíça e matar um agente alemão. Para levar a cabo a missão, ele é ajudado por uma agente novata e um assassino profissional.

## Elenco
- John Gielgud como Capitão Edgar Brodie/Richard Ashenden
- Peter Lorre como O General
- Madeleine Carroll como Elsa Carrington/Sra. Ashenden
- Robert Young como Robert Marvin
- Percy Marmont como Caypor
- Florence Kahn como Sra. Caypor
- Charles Carson como "R"
- Lilli Palmer como Lilli